# 宮地村 (熊本県天草郡)
宮地村（みやじむら）は熊本県の天草諸島、天草下島に存在していた村。

## 歴史
- 1889年（明治22年）4月1日 - 町村制の施行に伴い、大宮地村、小宮地村が合併し成立。
- 1954年（昭和29年）11月1日 - 宮地村が中田村、碇石村、大多尾村と合併して新和村が発足。